# Master of Epic The Animation Age
『MASTER of EPIC The AnimationAge』（マスター・オブ・エピック ジ・アニメーション・エイジ）は、ハドソン開発・ゴンゾロッソ運営のMMORPG『Master of Epic -The ResonanceAge Universe-』を原作とするテレビアニメ。

## 概要
2007年1月7日より同年3月25日までテレビ東京系列（テレビ北海道を除く）にて放送。全12回。
日本国内で運営されているオンラインゲームのアニメ化としてはポトリス（無限戦記ポトリス）、ラグナロクオンライン（RAGNAROK THE ANIMATION）、ときめきメモリアルONLINE（ときめきメモリアル Only Love）に続き4作目である（MMORPGに限定すれば2作目）。

### 特徴
大きな物語を綴るのではなく、1分から数分程度の短い話を矢継ぎ早に見せるオムニバス形式で送るのが特徴的である。公式サイトのストーリー紹介では「1回の放送に5 - 6話登場」としていたが、第二話にして「前説ほか10本」の振舞いをした。
ゲームをプレイしていないと解らない事（Present Ageを「プレ」と略して言う）や2ちゃんねるのスレッド発祥で、ゲーム内ではあまり見ないもの（「もにおは消毒」など）が本編内に特に説明もなく出てくることや、オムニバス形式のために一つの話の内容が必然的に薄くなることなどがある。しかし逆に言えばゲームをノリや雰囲気も含めて高い水準で再現しているとも言える。実際、監督のえんどうてつやもゲームをプレイしており、また、「ライターには強制的にゲームをやってもらっている」とインタビューで語っている。ただし、『恋するアンジェリカ』でカーレンが本来トレードできないブランドデザイナーハサミ（シップ装備）をアンジェリカに渡す、などシステム上ありえない描写もあるにはある。
この作品では中の人（プレイヤー）を匂わせる表現がいくつかある。一例を挙げれば、
- 女の子らしくない言動をするニューター女に対して、「中身男か？」と聞く。
- 浮遊都市バハの攻略に躊躇したワラゲッチャー隊員が明らかに今考えた適当な言い訳をしてログアウトする。
- カーレンがアンジェリカの言動に不安を感じつつも「眠かったので落ちた」とログアウト、後日ログインする。

などである。このように「オンラインゲームそのもの」のアニメ化であること。またオムニバス形式であることなどから、外見及び声優が同一であってもシーンやキャラが違えば全くの別人物として描かれていることに注意が必要である。
アニメ放送中はゲームにおいてもアニメ連動イベント・アニメ連動クエストが行われ、本作品のアニメに出てきたキャラクターであろうGMやNPCが各所に現われた。
なお、このアニメで冒頭の挨拶に使われている「ラル・ファク、イル・ファッシーナ」はゲーム内においては、ラル・ファク教の人間、つまりビスクの人間が別れ際に使うものである。「ラル・ファク」は神の名前、「イル」は永遠、「ファッシーナ」は神の国を表し、「神の国よ永遠なれ」という意味がある。ビスク以外の挨拶として、エルガディン人の「天かける神のご加護がありますように…」や、マブ教徒の「血塗られた御手に栄えあれ。」等があるが、アニメでは出てこない。

## キャスト
エンドロールに流れるキャスト紹介はキャラクター名にではなく、キャラクターの顔アイコンに声優名があててあるというものになっている。
また、様々なキャラクターを演じることを考慮して、メインキャラクターをベテラン声優で固めている。
キャラクター名のあるものは、名前が特についているキャラクターである。
エルモニー・男
声 - 田中真弓
手首が無いように見えるが作画崩壊などではなく、原作ゲームからして、そういう種族。
- 現場のもにおさん（Newsマスターオブエピック）
- エルくん（恋するアンジェリカ）
- ラッキーくん（ラッキーくんとアンラッキーくん）
- アンラッキーくん（ラッキーくんとアンラッキーくん）
- フクイ（ファイヤー・オブ・ザ・キッチン）

エルモニー・女
声 - 金田朋子
ゲームに存在しない髪型をしているが、後に実装された。手首に関しては上記の男性と同じ。
- チュー（チューと武骨）
- カーレン（恋するアンジェリカ）
- マイマイ（ファイヤー・オブ・ザ・キッチン）

コグニート・男
声 - 井上和彦
- ロノ（Friends）
- フィリップ隊員（マスター・オブ・エピック大作戦）
- ホレホレジャンプ（Newsマスターオブエピック）

コグニート・女
声 - 鶴ひろみ
モブキャラクターでないコグニート女のほとんどは、ゲームに存在しないドレスを着ている。
- コグニート アナウンサー（Newsマスターオブエピック）

ニューター・男
声 - 豊永利行
- しおぞう隊長（マスター・オブ・エピック大作戦）
- ジェームズ（マスター オブ エピックの伝道師　ロザーリオ）
- タツヤ（となりのパンダ姉さん）
- ジュリアーノ（ファイヤー・オブ・ザ・キッチン）
- ニュー太（恋するアンジェリカ）

ニューター・女
声 - 笠原弘子
- コロン（Friends）
- ランカ（無闘派ランカ）
- アンジェリカ（恋するアンジェリカ）
ツインテールという髪形をしているが、ゲームで可能なのはパンデモスのみ。変形タイプならエルモニーとコグニートにも存在するが、ニューターには一切存在しない。

パンデモス・男
声 - 郷里大輔
- 武骨（チューと武骨）
ゲームではプレイヤーキャラクター名に漢字は使えない。ひらがなやカタカナなら全角も可能。
- ロザーリオ（マスター オブ エピックの伝道師　ロザーリオ）
- ムサシ（ファイヤー・オブ・ザ・キッチン）
- 服部先生（ファイヤー・オブ・ザ・キッチン）

パンデモス・女
声 - 高島雅羅
ゲームでは男性同様隈取が施された濃い顔だがアニメでは総てのパンデモス女が隈取の無い美人顔のため、ゲームに実装を求める声が多い。またアニメの主な髪型二種類はどちらもゲームに存在しない。
- ミナミ（となりのパンダ姉さん）

ウー
声 - 鶴ひろみ
ワラゲッチャーV
全てエルモニー・女。色に合わせて髪色と服の色が合わせてある。
- ワラゲ・グリーン（声：斎藤桃子）
- ワラゲ・ブルー（声：井ノ上奈々）
- ワラゲ・イエロー（声：庄子裕衣）
- ワラゲ・ブラック（声：宮崎羽衣）
- ワラゲ・ピンク（声：金田朋子）
クローバー（斉藤・井ノ上・庄子・宮崎）の4名は別種族（主にニューター・女及びコグニート・女）のモブキャラの声も担当している。

## コーナー
単発のショートシナリオメインの本作品だが、いくつかはシリーズ化されている。ここでは2回以上放送されたものを記す。

### 前説劇場（全10＋1話）
正式名称は「マスター オブ エピック ジ・アニメーション エイジ 前説劇場」。その回のテーマについての説明（前説）が行われる。ボケとツッコミというコテコテの漫才形式で行われるが、最後はインゴット（【召喚魔法】のサンクン アンカー（対象に錘を召喚し、重量過多を狙う）の可能性がある）で叩き落されるのがオチである。初期はコグニート女のみに落ちていたが途中から二人の頭に落ちるようになる。
なお、予告で「前説ほか○本」と唯一行われることが告げられるコーナーであり、当たり前だが最初に行われる。しかし、アニメ放送も終盤になると前説するような事もなくなったのか「なし」とされ、第11回ではコーナー自体が消失してしまった。
最終回の最後に再び登場し、本作品のトリを飾った。第1回は「消毒」ネタで始まり、最終回は「消毒」ネタで幕となる。「消毒」ネタは2ちゃんねるのスレッドが発祥であるが、元々は北斗の拳のサウザーの部下が火炎放射器で一般人を焼き殺しながら叫んだ「汚物は消毒だ〜！」というセリフである。これにエルモニー男の愛称である「モニお」が「モニ汚」と当て字されたことから「モニ汚は消毒だ〜！」となった。このため、火炎放射で消毒するのが正しい消毒の仕方となる(第一回は消火器、最終回は火炎放射器により「消毒」を行なった）。
なお、このようなネタが生まれた最大の理由はエルモニーが攻撃回避に上昇修正があること、体の小ささにより対人戦においてクリック（ターゲット）のしづらいことから、他の種族より強すぎると考えているプレイヤー達がアンチ化したためであり、「ニュタお」や「コグお」（パンデモスのみ「パンダ」）が言われないのはその為である。実際には人気の高さ（人数の多さ）から、エルモニー女（モニこ）の方が更にアンチから嫌われている。
登場人物
名前不明（エルモニー男）
ボケ担当。説明を主に担当する。
名前不明（コグニート女）
ツッコミ担当。ボケに対してのツッコミとたまに説明を担当する。エセ関西弁でしゃべる。

### Friends，別れの曲（全2話）
一話完結のショートストーリーが多い中で、珍しくストーリーのある連作。“Friends”は初心者とベテランプレイヤーの交流を描いたもので、“別れの曲”はその後の再会と悲劇を描いたものである。
二人は“チューと武骨”にゲスト出演しており、コロンがアリーナで「素手の達人」と呼ばれていた（ロノはセコンド）。
ゲーム内においても期間限定のイベントに何度か登場しており、2007年のアニメ連動クエストではケガをしたコロンにポーションを渡した後、友人（ロノ）に彼女からの手紙を渡すという展開があり、2011年のクリスマスイベントではラスレオ大聖堂に押し寄せたカップル達のうちの一組に、この二人と思われるカップルが登場した。
登場人物
コロン（ニューター女）
“Friends”では駆け出しの【刀剣】使い。登場当初は初心者の装備であるクロース装備であるが、途中からハイキャスター装備に変わった。【刀剣】使いではあるが、最終的には【素手】の達人になった。ただし手数を増やす等の理由で素早い【素手】と他の武器（武器の大別ごとにテクニックが違い好みが分かれる）を同時に扱うのはWar Ageでは一般的である。War Ageには【刀剣】にレザー装備で参戦する。
思い込みが激しく、物事を悪いほうに考える性格なのか、「自分のことは自分で守れるようになれ」と言われてアリーナで無謀な対戦を繰り返したり、ロノを追いかけてWar Ageまで行ってしまう等、やることが少々極端である。
当初の一人称は「ボク」で、口調も「っス」という語尾や「すげー」と言ったりする等、中の人は男性かと思われたが、ロノと再会したときの描写などから女性の可能性もある。このことについて本人は笑うだけで明確な回答をしていない。
元々はエルモニー男の予定だったが、えんどうてつやが「ネカマ疑惑をやってみたい」という事でニューター女に変更されたというのが真相である。「Friends」が放送された回（第1回）の前説劇場にて彼女の中身が「おっさん」とも取れるボケをやっている。
ロノ（コグニート男）
ドラゴンを単騎で狩るほどの凄腕の【刀剣】使い。“Friends”以降に【調教】を取得したらしく、ライオンを2匹連れるようになった。装備はPresent Age、War Ageともに両手用刀剣にドゥーリン装備。

### 恋するアンジェリカ（全3話）
恋に暴走するアンジェリカが一方的に一目惚れし、一方的に求愛し、一方的にフラれるまでの話。
登場人物
アンジェリカ（ニューター女）
恋がしたくてしたくて仕方が無い女の子。彼氏なし。こうと決めた時の集中力は誰もついていけないほど。好きになる対象は種族を問わず。惚れっぽく恋に恋するタイプ。【キック】を使うようだが、とある目的のために【素手】でギガス（巨人）を一人で倒すまで強くなり、別の目的のために【裁縫】の腕も鍛え上げた。ただし、【料理】の腕を上げるのには苦労している。
カーレン（エルモニー女）
アンジェリカの暴走に付き合っている女の子。ウーを連れている。【弓】も使用するが、高位の【破壊魔法】を簡単に行うなど魔法使いとしての実力が高い。色々プレゼントをくれる彼氏がいるため、様々なアイテムを所持している。ゲームに登場するドワーフのカレンとは無関係。
ウー
進化ペットの一種。ペットの忠誠度は好みの食事をさせることで上昇させるが、ウーは好き嫌いが無く食べるので、それを利用してゴミ処理に使われたりする。
名前不明（パンデモス男）
ゾンビに襲われていたアンジェリカを助けたことでアンジェリカに一目惚れされる。アンジェリカは彼と共に戦うために己の戦闘スキルを上げていく。
エル君（エルモニー男）
走っている所を見てアンジェリカが一目惚れした料理人の男の子。彼と色々な服を着るためにアンジェリカは【裁縫】の腕を上げていく。
ニュー太君（ニューター男）
ビスク港でお腹を空かしていた男。彼にお腹いっぱいの料理を振舞うためにアンジェリカは【料理】の修行をしていく。

### 再生（全6話）
ソウルバインダーの所で再生したニューター男がリベンジを誓うが返り討ちに遭う話。
登場人物
名前不明（ニューター男）
初期は【キック】を使っていたが、【罠】も習得した。自信家だが、よく死んでいる。
スティッグ（ソウルバインダー・NPC）
ビスク港の初心者キャンプである「海蛇の棲家」にいるソウルバインダー。

### 黄昏，海よ（全6話）
一人寂しく海辺で海を見ているパンデモス男が様々な理由で海に転落する話。
登場人物
名前不明（パンデモス男）
海辺に寂しく佇んでいる男。基本的に何もしていないが、【ダンス】スキルがあることだけは判明している。

### チューと武骨（全12話）
心優しい武骨が、チューの無邪気な黒さに翻弄される話。回数はワラゲッチャーVと同じ、最多の全12回であり、本作品の裏メインとも言える話である。特に武骨の活躍（やられっぷり）が人気だったようで、ゲーム内ではマーチャント装備を着たパンデモス男が急増した。
登場人物
チュー（エルモニー女）
【召喚魔法】と【暗黒命令】が得意な女の子。第3回放送で【牙】のシップ装備を手に入れている（手に入れた当初と、後で見せた時の色が違うのは、シップ装備が進化したため）。更に高位の【死の魔法】も使用していることから、複合シップのネクロマンサー系であることは確実である。さらに高位の【回復魔法】を使える様な発言も有るが、使用シーンは無い。また【釣り】も簡単に吊り上げられない宝箱をあっさり吊り上げるほどの腕前である。制限以上の召喚を行ったり、初心者服で最上級マップの一つであるタルタロッサパレスで戦えるのに初級モンスターの熊を怖がったりと、彼女の能力には謎も多い。
性格は無邪気なのだが、使っているスキルに導かれたのか、元々がそういう性分でスキルを選択したのか、考え方や美的センスは基本的に黒い。
武骨（パンデモス男）
夢見がちな大男。幾分、少女趣味。最初のうちはチューに対して妄想することもしばしばだったが、最終的にはチューの性格を把握したようである。
【釣り】と戦闘スキルとして【刀剣】【戦闘技術】のスキルがある事がわかっており、第10回放送で【戦闘技術】のシップ装備を入手している（ただし仮面なのは旧バージョンであり、現在はヘルメットである）。また【取引】スキルがないと普通は手に入らないマーチャント装備をしているため【取引】はあると思われるが、人から買うことも可能な装備でもあるため本当の所はわからない。
「チューのためならいつだって死ねる」と豪語し、実際チューによって何度か死んでいる。

### 釣り，夜釣り，朝釣り（全6話）
ミーリム海岸で釣りをしている主人公が妙なものを釣り上げたり、イクシオン（魚人族）に襲われたりする話。
登場人物
名前不明（パンデモス女）
ミーリム海岸で【釣り】をしている女性。それまで一度も釣ることが無かったが、Newsマスター・オブ・エピックに「釣り名人」として登場しサメを次々を釣り上げた。最初の主役だったが、エルモニー女に釣り場と主役の座と出番を奪われた。
名前不明（エルモニー女）
ミーリム海岸で釣りをしている女の子。熊、人などを釣り上げたこともある。ウーを連れている。

### となりのパンダ姉さん（全3話）
ミナミに恋したタツヤがなんとかしてミナミと付き合いたいと夢想するが、結局妄想の中だけで終わる話。
アフレコ演出の三ツ矢雄二は「タッチ」の上杉"達也"役であり、「タッチ」のヒロインは浅倉"南"である。タツヤの妄想中でミナミが「新体操のリボンを演技をしながら採掘する」というのがあるが、それが元ネタである。
登場人物
タツヤ（ニューター男）
最近、ビスクの街にやってきた【鍛冶】師。パンデモスのミナミに恋していて、露店の位置は常にミナミの隣にしている。
ミナミ（パンデモス女）
【伐採】と【木工】スキルがあると思われる女性。タツヤ曰く、鍛えられた美しさのバインバイーンのナイスバディ。攻撃手段は【銃器】を選んでおり、タツヤの作った銃を買ったことでタツヤと知り合うようになった。パンデモスの中でも、かなりの怪力の持ち主。
妄想ミナミ（パンデモス女）
タツヤの妄想内でのミナミ。本来のミナミとは口調や声のトーンが違って、タツヤにとってとても都合の良い性格になっている。ただし身体能力はミナミそのまんま。

### News マスター オブ エピック（全10話）
ゲーム世界での出来事（よくあるかもしれない話）をニュース形式で送る。コグニート アナウンサーがニュースを読み、現場のもにおが中継する。もにおの行動の途中でスタジオに戻り、速報的に別の話題をしてニュースが唐突に終わるのがオチである。第3回では直前のワラゲッチャーVと関連したニュースを放送した。また、第10回では"釣り"初代主役のパンデモス女とチューと武骨も登場している。
登場人物
コグニート アナウンサー（コグニート女）
スタジオでニュースを読むが、時々発音が怪しくなる。アナウンサーだからとスーツ姿だがゲームには存在しない服装である。本名不明。
もにお（エルモニー男）
現場のもにおさん。現場での中継を担当する。
ディレクター（種族不明）
コグニートアナウンサーに次のニュースの原稿を渡す男。声と手しか登場しない。居眠りしているコグニートアナウンサーをつついて起こすこともある。

### パーティーは終わらない（全3話）
なんとなくパーティーを組むことになった、とある名も無きパーティーが繰り広げるドタバタ奮闘記。作戦失敗による全滅や、断るに断れないお人好しなキャラクター（プレイヤー）達も含めて「ゲーム内でよくある話」を担うコーナーである。
登場人物
名前不明（パンデモス女）
レザー装備を着ている【刀剣】使い。パーティのリーダー格で主人公的扱い。パーティの中においては自信家の方ではあるが、実力は他二人の戦闘要員と大差が無い。
名前不明（ニューター女）
ハロウィン装備を着ている（ただしスカートは別物）。【刀剣】の使い手。
名前不明（コグニート女）
【刀剣】の使い手。髪型見本を欲しがっていたが、【美容】の技を会得している描写はされていない。ただし髪型見本は消耗品（【複製】スキルでの複製は可能）なため、美容師への持込の可能性も考えられる。
名前不明（エルモニー女）
［暗使］のギルドメンバー。ローブを着ている。【ダンス】の使い手で戦闘能力は皆無。若干、空気が読めないところがある。良くも悪くもパーティーのムードメーカー。

### マスター・オブ・エピック大作戦（全3話）
ダイアロス島に潜入調査している初心者丸出しのエンタープライズ隊の二人が、実力不相応の自信と実力不相応の装備を持って、実力不相応の地域に向かい、死にそうになる話。
オープニングのナレーションも含め『宇宙大作戦』のパロディである。
登場人物
しおぞう隊長（ニューター男）
特捜マスター・オブ・エピック・エンタープライズ隊の隊長。正義の心を持ち、かなりの自信家。その【弓】の腕前は繰り出される矢を連続してかわす事は奇跡であるとされるが、奇跡は頻発する。また【破壊魔法】を習得し（最も簡単な）マイナーバーストを使うが、たまに不発する（スキルが9に達していないと成功率100%にならない）。
フィリップ隊員（コグニート男）
しおぞうの唯一の部下。かなり抜けたところがある。非常に高価なオリハルコンプレート装備フルセットを所持している。物凄く重いため【筋力】が低いと一歩も歩けなくなる代物だが、なぜか着る前は問題なく持ち歩いている。なお、【着こなし】が鎧の要求値に達していなくても着ることだけはできるが、防御力低下を引き起こし、最悪の場合どんなに硬い鎧でも防御力が0になる。

### マスター オブ エピックの伝道師　ロザーリオ（全2話）
ロザーリオがジェームズを引き連れて、道行く人々にさまざまな『愛の要素』（萌え要素）を与えていく話。
登場人物
ロザーリオ（パンデモス男）
人呼んで「愛の伝道師」の男……いや、女である。「おじさん」と呼ばれると激怒し、「お姉様」または「マダム」と呼ばれることを望む。女性に厳しく男性に甘い。なお、彼女の装備している服はなぜか男性がスカートであるハロウィン装備で、ゲーム中に実在する装備である（女性用は提灯ブルマー（黒いカボチャパンツ））。頭の縦ロールもハロウィン装備の一部。
ジェームズ（ニューター男）
ロザーリオの弟子と思われる裁縫ギルド［テクスエンド］に所属する【裁縫】士。ロザーリオの指示を受け装飾品を用意したり、服を仕立てたりする。また、高度の【釣り】技能で使える海戦士専用テクニック「キャチターゲット（PCや通常MOBを引き寄せる）」で獲物を釣り上げることもある。
ロザーリオの持つ薔薇は彼によって棘が全て取られており、彼女が口にくわえても安全だし、殴ることに使われても安全である。なお、この薔薇もゲーム中に実在するアイテムである。

### 街で見たマスター・オブ・エピックな人々（全8話）
現実世界がMaster of Epicのシステムだったら…、的な話。そのため、社長が踊りだしたり自転車が宙を舞ったり犬が魔法を使ったりと、必ずしも「よくある話」ではない。
登場人物
現実世界の一般人
このコーナーにはゲーム内のキャラクターは出てこない。また、効果音以外の音声は無く、感情を表す顔アイコンと行動を説明するテキストで展開する。

### ミッドナイト・ほら（全3話）
ラジオのスタジオ（ミーリム海岸の灯台）で深夜放送を流しているという設定で、「オールナイト・ダイアロス」の人気コーナー「ミッドナイト実話」のエピソードをリスナーに紹介する話。
登場人物
名前不明（コグニート男）
ラジオのパーソナリティその1。座り位置は向かって右。実話とされる話を説明する担当。サングラスをかけている。ラジオの番組なのにもかかわらず、説明には写真を見せて「これ」と言って済ませてしまうことがある。
名前不明（ニューター男）
ラジオのパーソナリティその2。座り位置は向かって左。聞き役担当。コグニート男の話に対して嘘だと突っ込む担当でもある。
名前不明（エルモニー男）
ラジオ局スタッフ。緑髪と灰色髪の二人がいる。

### 無闘派ランカ（全3話）
ランカが製作のための材料を集めにいって、「姉さん、もうだめです……」と死んでいく話。
ゲーム内において、戦闘能力を持たない生産を主にするキャラクターは何かしらの逃げる手段を持って素材の収集に向かうので、それを再現しているとも言える。
登場人物
ランカ（ニューター女）
戦うことが嫌いで戦闘スキルがないクリエーター専門の女の子。一応【回復魔法】や【水泳】などの補助系スキルも持っている。武闘派の姉がおり、よく姉のための装備や消耗品を作ろうとしている。しかし困っている人や動物（モンスター）を見ると放っておけない優しい性格が裏目に出て、毎回モンスターに襲われてひどい目に遭っている。

### ラッキーくんとアンラッキーくん（全2話）
同じようなことをしているのに、うまくいくラッキーくんとことごとくついてないアンラッキーくんの対比を描くもの。
登場人物
ラッキーくん（エルモニー男）
アンラッキーくん（エルモニー男）

### ワンダフルワールド　マスター　オブ　エピック（全2話）
ゲームに疲れた者達の前に突如着ぐるみ集団が現れ、ミュージカル風に励まして去って行くという話。
最終回にしていきなり続けて登場し、視聴者に最終回であることを疑問に思わせるほどの勢いを見せつけつつ最後の「後説」に繋いだ、実質最終回最後の話。
ミュージカルシーンの歌はクローバーが歌う「ワンダフルワールド　マスター　オブ　エピック」。
着ぐるみは「アニマルソウル」（ゲーム内で入手可能）と呼ばれるペンダント状のアイテムを装備して変身したもの。
登場人物
着ぐるみパンダ（種族不明）2体
着ぐるみウサギ（種族不明）1 - 2体
いつのまにか増えたりする。
着ぐるみクマ（種族不明）1体

### ワラゲッチャーV（ファイブ）（全12話）
本作品のメイン（？）。War Ageの平和を守る愛の使者、ワラゲッチャーVの活躍を描く……と思われたが、第2話にしてFuture Ageに登場し、第3話以降はPresent Ageで大暴れする。特に第三話ではPresent Ageのビスク西銀行の危機を救うため（実際は利用するため）ログオフして別キャラへの変更を行うという、「キャラクターとしてのワラゲッチャーが活躍する内容」でもなくなってしまった。
第5話以降は、巨大な敵として番組Pが操るロボと戦うようになる。このロボはQuest of Ages:ジャスパーのノアタイタンをベースにしているようで、War Ageで活動していたワラゲッチャーがFuture AgeからやってくるQoA:ジャスパーのロボとPresent Ageで戦うという構図になっている。
ワラゲッチャー本部は雪が降る洞窟であり、なぜか看板は天井から上下逆についている。
5人のパーティとして行動しているようだが、誰一人としてテレポート等の瞬間移動の魔法を習得していないのか、ワラゲッチャーロボが登場するまではどの場所にも常に走って移動していた。ただしWar Ageでは本陣への奇襲を防ぐため、テレポートは大幅に制限されている。また、ホームポイント以外への移動は「レコードストーン」という物が個別に必要で保管場所に困る者も多い。また、ブラック以外の4人はリザレクションができないことが判明している（ブラックは不明）。
なお、決め言葉は「正義は必ず勝つ」だが、モットーは「勝った方が正義」である。彼女らの行動は実際に真似をすると、アカウント停止を受けかねない行為も含まれているので、注意が必要。
登場人物
ワラゲ・ブルー（エルモニー女・青髪）
ワラゲッチャーVの説明役で【刀剣】の使い手。立ち位置は向かって一番右。語尾に「〜なのだ」とつける癖があり、また結構感動屋。
高速飛行と写真撮影妨害装置を搭載したワラゲビークル1号に搭乗する。
ワラゲ・ピンク（エルモニー女・ピンク髪）
ペットを使役する【調教】師。戦闘の際はミーリムタイガーを呼び出して戦わせる他、【酩酊】も使用する。また、お腹を空かせて倒れたグリーンのために【料理】と【醸造】による飲み物を振舞った。
死ぬと復活させることが出来ないペットのウーを、死にやすいWar Ageやエイシス・ケイブに連れて行く。立ち位置は向かって右から二番目。
コンテナを運べる輸送型のワラゲビークル2号に搭乗する。
ワラゲ・イエロー（エルモニー女・黄髪）
目立ちたがりらしく立ち位置は中央だがリーダー格というとそうでもない電話番。
使用スキルは魔法だと思われるが不明。イリュージョンシールドを使うので少なくとも【神秘魔法】はかなりのレベルだが、それよりも低いスキルで使えるテレポート等の瞬間移動系の【神秘魔法】の使用できない。
都合が悪くなると出張があるサラリーマンかOLが中の人らしい。
宇宙ロケットのワラゲビークル3号に搭乗する。
ワラゲ・グリーン（エルモニー女・緑髪）
関西弁のメガネっ娘で冷静なツッコミ役だが、切れるとガラが悪くなる。【キック】を駆使して敵を蹴り飛ばす。都合が悪くなると急患がやってくるので医療関係者が中の人らしい。立ち位置は向かって左から二番目。ワラゲッチャーロボを作ったマッドサイエンティスト。
宇宙ステーションのワラゲビークル5号に搭乗する。
ワラゲ・ブラック（エルモニー女・黒髪）
口癖が「がるるのるー」の獣っ娘。【牙】の使い手でワーウルフに変身して戦う他、高レベルの【投げ】スキルも使う。新しいユニフォームを作るためにわざわざ【収穫】や【裁縫】スキルを上げたらしい（【染色】は裁縫の一テクニック）。立ち位置は向かって一番左、たまに決めポーズの時一人だけ遠方に現れ遠吠えしたりする。ワラゲッチャーの中でも一番人気で、彼女のみ装備する獣っ娘装備は後に原作ゲームの方でも商品化された。
深海探索艇のワラゲビークル4号に搭乗する。
ウー
ワラゲピンクの頭の上に乗っている黒いモジャモジャのペット。進化ペットの一種で、2段以上進化させていないと、死ぬと同時に消滅して復活させることが出来ないペットである。飼い主が死ぬ分には問題ない。
山賊のリーダー（ニューター男）
War Ageで山賊をしていた男。部下にパンデモス男、ニューター女、コグニート男、コグニート女がいた。
War AgeでワラゲッチャーVにやられた後、Present Ageで銀行強盗を企てるが、ワラゲッチャーVにパクられ先を越されてしまう。さらに直後の「News マスター オブ エピック」ではその罪をワラゲッチャーVから擦り付けられる。その後は軍隊に所属し、大軍を率いてワラゲッチャーVに襲いかかったが、最期はグリーンの仕掛けた爆弾（【罠】スキル？）により、ワラゲッチャーVへの救援もろとも吹っ飛ばされた（ワラゲッチャーVは無傷）。
（ピー）様（パンデモス男？）
番組プロデューサーでありワラゲッチャーの敵。通称、番組P。正式名称は放送禁止を表すピー音が入っており不明。全身真っ黒なパンデモス男として描かれているが種族等も不明である。スキルは「【キック】一筋」だが、ストロングP○号というロボに乗りワラゲッチャー達に襲い掛かる。敗れる度にFutureAgeの空中浮遊都市バハにある基地に戻るが、そこには常に次のロボが用意されている。
名前不明（パンデモス女？）
Pの上司らしき人物で、同じように全身黒く描かれている。ストロングP○号より一回り以上大きなロボに乗って現れた。
ワラゲッチャーたちを油断させて後ろから攻撃しようとしたが、バレバレだったためワラゲッチャーロボを分離・回避されてしまう。

## スタッフ
- 原案 - HUDSON SOFT
- 監督・シリーズ構成・音響監督 - えんどうてつや
- キャラクター原案 - 渡辺とおる
- キャラクターデザイン - 杉藤さゆり
- モンスターデザイン - 小林理、村田護郎、はらだひでき
- プロップデザイン - 森木靖泰、田中達也
- ワラゲッチャースーツ・ビークル・ロボデザイン - ジミー・ストーン
- 美術監督 - 佐藤ヒロム
- 色彩設計 - のぼりはるこ
- 撮影監督 - 桑良人
- 編集 - 松村正宏
- アフレコ演出 - 三ツ矢雄二
- 音楽 - 4-EVER
- 音楽プロデューサー - 堤健一郎
- プロデューサー - 並木俊治、守屋秀樹、難波秀行
- アニメーションプロデューサー - 山口克巳、大倉宏俊、吉田悟、吉澤隆
- アニメーション制作 - パルムスタジオ、GONZINO
- 制作・製作 - GDH、MEDIANET

## 主題歌
オープニングテーマ「Miracle Episode I」
作詞 - 畑亜貴 / 作曲・編曲 - 橋本由香利 / 歌 - クローバー
エンディングテーマ「まもらせて…」
作詞 - 畑亜貴 / 作曲 - 前澤寛之 / 編曲 - 橋本由香利 / 歌 - 宮崎羽衣
挿入歌
「ワラゲッチャーVのテーマ」
作詞 - えんどうてつや / 作曲 - 小池雅也 / 編曲 - 4-EVER / 歌 - 金田朋子 & クローバー
「ワンダフルワールド マスター オブ エピック」
作詞 - 待田堂子 / 作曲・編曲 - 4-EVER / 歌 - クローバー

## 各話リスト
| 話数 | サブタイトル                                                        | 脚本           | 絵コンテ                | 演出           | 作画監督                           | 放送日        |
| ---- | ------------------------------------------------------------------- | -------------- | ----------------------- | -------------- | ---------------------------------- | ------------- |
| 1    | 前説劇場 〜今日のお題 R.P.G.という事〜                              | えんどうてつや | えんどうてつや          | えんどうてつや | 東條健次                           | 2007年 1月7日 |
| 1    | 黄昏                                                                | えんどうてつや | えんどうてつや          | えんどうてつや | 東條健次                           | 2007年 1月7日 |
| 1    | Newsマスター オブ エピック                                          | えんどうてつや | えんどうてつや          | えんどうてつや | 東條健次                           | 2007年 1月7日 |
| 1    | Friends                                                             | 友永コリエ     | えんどうてつや          | 久原謙一       | 羽田浩二                           | 2007年 1月7日 |
| 1    | チューと武骨 〜サクリファイスディナー〜                             | 友永コリエ     | えんどうてつや          | えんどうてつや | 杉藤さゆり 東條健次                | 2007年 1月7日 |
| 1    | 街で見かけたマスター・オブ・エピックな人々 〜挨拶〜                 | えんどうてつや | えんどうてつや          | えんどうてつや | 東條健次                           | 2007年 1月7日 |
| 1    | ワラゲッチャーV 〜ワラゲッチャーV登場！〜                           | えんどうてつや | えんどうてつや          | えんどうてつや | 窪敏                               | 2007年 1月7日 |
| 1    | 海よ                                                                | えんどうてつや | えんどうてつや          | えんどうてつや | 東條健次                           | 2007年 1月7日 |
| 2    | 前説劇場 〜今日のお題 『死ぬ』という事〜                            | えんどうてつや | えんどうてつや          | 岡崎幸男       | 佐藤敏明                           | 1月14日       |
| 2    | チューと武骨 〜俺は男だ〜                                           | 友永コリエ     | えんどうてつや          | 岡崎幸男       | 佐藤敏明                           | 1月14日       |
| 2    | チューと武骨 〜召喚篇〜                                             | 友永コリエ     | えんどうてつや          | 岡崎幸男       | 佐藤敏明                           | 1月14日       |
| 2    | 無闘派ランカ 〜No battle 1〜                                        | 友永コリエ     | えんどうてつや          | 石田ひろし     | 波風立流                           | 1月14日       |
| 2    | 釣り                                                                | えんどうてつや | えんどうてつや          | 石田ひろし     | 杉藤さゆり                         | 1月14日       |
| 2    | 夜釣り                                                              | えんどうてつや | えんどうてつや          | 石田ひろし     | 杉藤さゆり                         | 1月14日       |
| 2    | ワラゲッチャーV 〜バハ征服〜                                        | えんどうてつや | えんどうてつや          | えんどうてつや | 波風立流                           | 1月14日       |
| 2    | チューと武骨 〜ペット篇〜                                           | 友永コリエ     | えんどうてつや          | 岡崎幸男       | 佐藤敏明                           | 1月14日       |
| 2    | Newsマスター オブ エピック                                          | えんどうてつや | えんどうてつや          | 岡崎幸男       | 佐藤敏明                           | 1月14日       |
| 2    | マスター・オブ・エピック大作戦 〜秘境イルヴァーナ渓谷〜             | 待田堂子       | えんどうてつや          | えんどうてつや | 杉藤さゆり                         | 1月14日       |
| 2    | 朝釣り                                                              | えんどうてつや | えんどうてつや          | 石田ひろし     | 杉藤さゆり                         | 1月14日       |
| 3    | 前説劇場 〜今日のお題 種族という事〜                                | えんどうてつや | えんどうてつや          | 白石道太       | Lee Hung Soo Oh Yun Ho             | 1月21日       |
| 3    | チューと武骨 〜少女が仮面を付ける日〜                               | 友永コリエ     | えんどうてつや          | 白石道太       | Lee Hung Soo Oh Yun Ho             | 1月21日       |
| 3    | 街で見かけたマスター・オブ・エピックな人々 〜自然回復〜             | えんどうてつや | えんどうてつや          | 白石道太       | Lee Hung Soo Oh Yun Ho             | 1月21日       |
| 3    | 恋するアンジェリカ 〜ラブ1〜                                        | 三井秀樹       | えんどうてつや          | 白石道太       | 羽田浩二 Lee Hung Soo Oh Yun Ho    | 1月21日       |
| 3    | さらに黄昏                                                          | えんどうてつや | えんどうてつや          | 白石道太       | Lee Hung Soo Oh Yun Ho             | 1月21日       |
| 3    | オークの鼻                                                          | 待田堂子       | えんどうてつや          | 白石道太       | Lee Hung Soo Oh Yun Ho             | 1月21日       |
| 3    | ワラゲッチャーV 〜ねらわれた西銀〜                                  | えんどうてつや | えんどうてつや          | 白石道太       | Lee Hung Soo Oh Yun Ho             | 1月21日       |
| 3    | Newsマスター オブ エピック                                          | えんどうてつや | えんどうてつや          | 白石道太       | Lee Hung Soo Oh Yun Ho             | 1月21日       |
| 3    | さらに海よ                                                          | えんどうてつや | えんどうてつや          | 白石道太       | Lee Hung Soo Oh Yun Ho             | 1月21日       |
| 4    | 前説劇場 〜今日のお題 友好という事〜                                | えんどうてつや | えんどうてつや          | 岡崎幸男       | Lee Hung Soo Oh Yun Ho             | 1月28日       |
| 4    | 再生                                                                | えんどうてつや | えんどうてつや          | 岡崎幸男       | Lee Hung Soo Oh Yun Ho             | 1月28日       |
| 4    | マスター オブ エピックの伝道師 ロザーリオ                           | 待田堂子       | 三原武憲                | 岡崎幸男       | Lee Hung Soo Oh Yun Ho             | 1月28日       |
| 4    | Newsマスター オブ エピック                                          | えんどうてつや | えんどうてつや          | 岡崎幸男       | Lee Hung Soo Oh Yun Ho             | 1月28日       |
| 4    | 街で見かけたマスター・オブ・エピックな人々 〜自販機〜               | えんどうてつや | えんどうてつや          | 岡崎幸男       | Lee Hung Soo Oh Yun Ho             | 1月28日       |
| 4    | ワラゲッチャーV 〜パレスの夜〜                                      | えんどうてつや | えんどうてつや          | 岡崎幸男       | Lee Hung Soo Oh Yun Ho             | 1月28日       |
| 4    | 再生 〜その2〜                                                      | えんどうてつや | えんどうてつや          | 岡崎幸男       | Lee Hung Soo Oh Yun Ho             | 1月28日       |
| 5    | 前説劇場 〜今日のお題 スキルという事〜                              | えんどうてつや | えんどうてつや          | えんどうてつや | 杉原さゆり                         | 2月4日        |
| 5    | 恋するアンジェリカ 〜ラブ2〜                                        | 三井秀樹       | 三田浩士 えんどうてつや | 下田久人       | 羽田浩二                           | 2月4日        |
| 5    | 街で見かけたマスター・オブ・エピックな人々 〜フリーマーケット〜     | えんどうてつや | えんどうてつや          | えんどうてつや | 星和伸                             | 2月4日        |
| 5    | チューと武骨 〜リュックサック編〜                                   | 友永コリエ     | えんどうてつや          | えんどうてつや | 波風立流                           | 2月4日        |
| 5    | ラッキーくんとアンラッキーくん 〜大砲の話〜                         | 三井秀樹       | えんどうてつや          | 白石道太       | Lee Hung Soo Oh Yun Ho             | 2月4日        |
| 5    | マスター・オブ・エピック大作戦 〜ムトゥーム潜入作戦〜               | 侍田堂子       | 鈴野貴一 えんどうてつや | えんどうてつや | 羽田浩二                           | 2月4日        |
| 6    | 前説劇場 〜今日のお題 重いという事〜                                | えんどうてつや | えんどうてつや          | 石川久一       | 佐藤敏明                           | 2月11日       |
| 6    | 重い                                                                | えんどうてつや | えんどうてつや          | 石川久一       | 佐藤敏明                           | 2月11日       |
| 6    | ワラゲッチャーV 〜強敵襲来〜                                        | えんどうてつや | えんどうてつや          | 石川久一       | 村上勉 杉藤さゆり                  | 2月11日       |
| 6    | 街で見かけたマスター・オブ・エピックな人々 〜課長と女子社員 その1〜 | えんどうてつや | えんどうてつや          | 石川久一       | 佐藤敏明                           | 2月11日       |
| 6    | となりのパンダ姉さん 〜第一回〜                                     | えんどうてつや | えんどうてつや          | 石川久一       | 佐藤敏明                           | 2月11日       |
| 6    | 街で見かけたマスター・オブ・エピックな人々 〜課長と女子社員 その2〜 | えんどうてつや | えんどうてつや          | 石川久一       | 佐藤敏明                           | 2月11日       |
| 6    | ワラゲッチャーV 〜巨大ロボを倒せ！〜                                | えんどうてつや | えんどうてつや          | 石川久一       | こひらはじめ 杉藤さゆり            | 2月11日       |
| 7    | 前説劇場 〜今日のお題 パーティーという事〜                          | えんどうてつや | えんどうてつや          | 白石道太       | Lee Hung Soo Oh Yun Ho             | 2月18日       |
| 7    | チューと武骨 〜レクスールでデート〜                                 | 友永コリエ     | えんどうてつや          | 白石道太       | 波風立流                           | 2月18日       |
| 7    | パーティーは終わらない 〜デスナイトな夜〜                           | 友永コリエ     | 夕澄慶英                | 美甘義人       | Lee Hung Soo Lee Bo Hee            | 2月18日       |
| 7    | ミッドナイト・ほら 〜第一夜〜                                       | 侍田堂子       | えんどうてつや          | 白石道太       | Lee Hung Soo Lee Bo Hee            | 2月18日       |
| 7    | ワラゲッチャーV 〜ワラゲッチャーの危機！〜                          | えんどうてつや | 夕澄慶英                | 美甘義人       | Lee Hung Soo Lee Bo Hee 杉藤さゆり | 2月18日       |
| 7    | どんどん黄昏                                                        | えんどうてつや | えんどうてつや          | 白石道太       | Lee Hung Su Lee Bo Hee             | 2月18日       |
| 8    | 前説劇場 〜今日のお題 シップという事〜                              | えんどうてつや | えんどうてつや          | 白石道太       | Lee Hung Su Lee Bo Hee             | 2月25日       |
| 8    | Newsマスター オブ エピック                                          | えんどうてつや | えんどうてつや          | 白石道太       | Lee Hung Su Lee Bo Hee             | 2月25日       |
| 8    | さらに朝釣り                                                        | えんどうてつや | えんどうてつや          | 白石道太       | Lee Hung Su Lee Bo Hee             | 2月25日       |
| 8    | マスター オブ エピックの伝道師 ロザーリオ2                          | 侍田堂子       | 三原武憲                | 岡崎幸男       | 山崎幸一郎 杉藤さゆり              | 2月25日       |
| 8    | 街で見かけたマスター・オブ・エピックな人々 〜課長と女子社員 その3〜 | えんどうてつや | えんどうてつや          | 白石道太       | Lee Hung Su Lee Bo Hee             | 2月25日       |
| 8    | ラッキーくんとアンラッキーくん2                                     | 三井秀樹       | えんどうてつや          | 白石道太       | Lee Hung Su Oh Yun Ho              | 2月25日       |
| 8    | 街で見かけたマスター・オブ・エピックな人々 〜課長と女子社員 その4〜 | えんどうてつや | えんどうてつや          | 白石道太       | Lee Hung Su Lee Bo Hee             | 2月25日       |
| 8    | ワラゲッチャーV 〜合体！ワラゲッチャーロボ〜                        | えんどうてつや | えんどうてつや          | 白石道太       | 羽田浩二                           | 2月25日       |
| 9    | 前説劇場 〜今日のお題 美容という事〜                                | えんどうてつや | えんどうてつや          | えんどうてつや | 羽田浩二                           | 3月4日        |
| 9    | パーティーは終わらない 〜ビューティヘアー〜                         | -              | -                       | -              | -                                  | 3月4日        |
| 9    | 再生 〜その3〜                                                      | -              | -                       | -              | -                                  | 3月4日        |
| 9    | となりのパンダ姉さん 〜第二回〜                                     | -              | -                       | -              | -                                  | 3月4日        |
| 9    | 再生 〜その4〜                                                      | -              | -                       | -              | -                                  | 3月4日        |
| 9    | ミッドナイト・ほら 〜第二夜〜                                       | -              | -                       | -              | -                                  | 3月4日        |
| 9    | ワラゲッチャーV 〜行け！ワラゲッチャーロボ〜                        | -              | -                       | -              | -                                  | 3月4日        |
| 9    | 再生 〜その5&その6〜                                                | -              | -                       | -              | -                                  | 3月4日        |
| 9    | チューと武骨 〜フグの切り身編〜                                     | -              | -                       | -              | -                                  | 3月4日        |
| 10   | 前説劇場 〜今日のお題 なし〜                                        | えんどうてつや | えんどうてつや          | 石川久一       | 佐藤敏明                           | 3月11日       |
| 10   | 別れの曲                                                            | -              | -                       | -              | -                                  | 3月11日       |
| 10   | Newsマスター オブ エピック                                          | えんどうてつや | えんどうてつや          | 石川久一       | 佐藤敏明                           | 3月11日       |
| 10   | チューと武骨 〜クマのお握り編〜                                     | -              | -                       | -              | -                                  | 3月11日       |
| 10   | Newsマスター オブ エピック（2）                                     | えんどうてつや | えんどうてつや          | 石川久一       | 佐藤敏明                           | 3月11日       |
| 10   | マスター・オブ・エピック大作戦 〜進撃！ガルム回廊〜                 | -              | -                       | -              | -                                  | 3月11日       |
| 10   | チューと武骨 〜武骨にも仮面編〜                                     | -              | -                       | -              | -                                  | 3月11日       |
| 10   | Newsマスター オブ エピック（3）                                     | えんどうてつや | えんどうてつや          | 石川久一       | 佐藤敏明                           | 3月11日       |
| 10   | ワラゲッチャーV 〜戦え！ワラゲッチャーロボ！〜                      | -              | -                       | -              | -                                  | 3月11日       |
| 10   | チューと武骨 〜ノアのリボン編〜                                     | -              | -                       | -              | -                                  | 3月11日       |
| 11   | どんどん海よ                                                        | -              | -                       | -              | -                                  | 3月18日       |
| 11   | ファイヤー・オブ・ザ・キッチン                                      | -              | -                       | -              | -                                  | 3月18日       |
| 11   | Newsマスター オブ エピック                                          | えんどうてつや | 小林一三 えんどうてつや | 宮原秀二       | 小林一三                           | 3月18日       |
| 11   | となりのパンダ姉さん 〜第三回〜                                     | -              | -                       | -              | -                                  | 3月18日       |
| 11   | 無闘派ランカ 〜No battle 2〜                                        | -              | -                       | -              | -                                  | 3月18日       |
| 11   | ワラゲッチャーV 〜第2形態！ワラゲッチャーロボ！〜                   | -              | -                       | -              | -                                  | 3月18日       |
| 12   | チューと武骨 〜ダンス編〜                                           | -              | -                       | -              | -                                  | 3月25日       |
| 12   | パーティーは終わらない 〜わたし達にウナ丼を！〜                     | -              | -                       | -              | -                                  | 3月25日       |
| 12   | どんどん朝釣り                                                      | -              | -                       | -              | -                                  | 3月25日       |
| 12   | 恋するアンジェリカ 〜ラブ3〜                                        | -              | -                       | -              | -                                  | 3月25日       |
| 12   | どんどん夜釣り                                                      | -              | -                       | -              | -                                  | 3月25日       |
| 12   | ミッドナイト・ほら 〜第三夜〜                                       | -              | -                       | -              | -                                  | 3月25日       |
| 12   | ワンダフルワールド マスター オブ エピック 〜その1〜                 | -              | -                       | -              | -                                  | 3月25日       |
| 12   | ワラゲッチャーV 〜さよなら ワラゲッチャー〜                         | -              | -                       | -              | -                                  | 3月25日       |
| 12   | ワンダフルワールド マスター オブ エピック 〜その2〜                 | -              | -                       | -              | -                                  | 3月25日       |
| 12   | 後説                                                                | えんどうてつや | えんどうてつや          | えんどうてつや | 羽田浩二                           | 3月25日       |

## 放送局
| 放送地域       | 放送局         | 放送期間                | 放送曜日/放送時間  |
| -------------- | -------------- | ----------------------- | ------------------ |
| 関東広域圏     | テレビ東京     | 2007年1月7日 - 3月25日  | 日曜 26:00 - 26:30 |
| 愛知県         | テレビ愛知     | 2007年1月8日 - 3月26日  | 月曜 27:43 - 28:13 |
| 大阪府         | テレビ大阪     | 2007年1月12日 - 3月29日 | 金曜 27:30 - 28:00 |
| 岡山県・香川県 | テレビせとうち | 2007年1月13日 - 3月30日 | 土曜 26:10 - 26:40 |
| 福岡県         | TVQ九州放送    | 2007年1月10日 - 3月28日 | 水曜 27:38 - 28:08 |
| CS             | AT-X           | 2007年4月3日 - 6月19日  | 火曜 9:00 - 9:30   |
| CS             | アニマックス   | 2009年10月4日 -         | 日曜 25:30 - 26:00 |